# Sulpici Rufus
Sulpici Rufus (llatí: Sulpicius Rufus) va ser un magistrat romà que segurament només va ocupar magistratures menors. Formava part de la gens Sulpícia.
Va ser ludi procurator, que era la persona que tenia a càrrec seu l'organització dels jocs públics. Va participar en la cerimònia d'enllaç entre l'emperadriu Valèria Messal·lina i Gai Sili, i quan l'emperador Claudi ho va saber, va ordenar la seva execució.